# República Parlamentarista (Brasil)

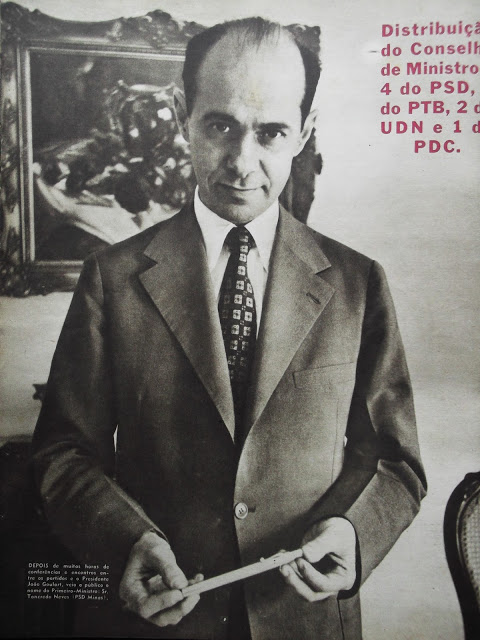
Tancredo Neves como Primeiro Ministro do Brasil, em 1961

A República Parlamentarista foi uma fase do Governo João Goulart, de 8 de setembro de 1961 a 24 de janeiro de 1963, o que corresponde a 1 ano, 4 meses e 17 dias (504 dias). Esta foi a segunda experiência parlamentarista vivida pelo Brasil, sendo a primeira no período do Império, de 1847 a 1889.

## Contexto
A Câmara dos Deputados iniciou seus trabalhos em 25 de agosto de 1961, em clima de intranquilidade devido a denúncias do Governador do Estado da Guanabara, Carlos Lacerda, de que teria sido convidado pelo Ministro da Justiça para participar de um golpe para o fechamento do Congresso Nacional.

### Renúncia de Jânio Quadros
Em meio aos debates sobre a criação de uma CPI ou da convocação destas autoridades para esclarecimentos dos fatos, o Deputado Nestor Duarte leu suposta carta de Jânio Quadros renunciando ao cargo de Presidente da República. A informação foi então, oficialmente, transmitida ao Congresso Nacional pelo Vice-Presidente do Senado Federal Senador Auro de Moura Andrade. Uma vez que o Vice-presidente do Brasil se encontrava em missão oficial na China, o Presidente da Câmara dos Deputados, Ranieri Mazzilli, foi empossado interinamente no cargo, mas o poder de fato era exercido pela Junta militar brasileira de 1961.
A partir daí, instalou-se um forte clima de boatos, até que, no dia 28 de agosto, o Presidente do Congresso Nacional transmitiu aos congressistas uma mensagem do Presidente Ranieri Mazzilli, em que comunicava declaração dos ministros militares de que não achavam conveniente, para a Segurança Nacional, nem o retorno do Vice-Presidente João Goulart ao país e muito menos sua posse na Presidência da República.
Eis a mensagem de Mazzilli:
Excelentíssimo Senhor Presidente do Congresso Nacional

Tenho a honra de comunicar à Vossa Excelência que, na apreciação da atual situação política criada pela renúncia do Presidente Jânio da Silva Quadros, os Ministros Militares, na qualidade de Chefes das Forças Armadas, responsáveis pela ordem interna, me manifestaram a absoluta inconveniência, por motivos de segurança nacional, do regresso ao País do Vice-Presidente da República, João Belchior Marques Goulart.— Ranieri Mazzilli. Brasília, 28 de agosto de 1961.

### Saída parlamentarista
Após discursos inflamados, o Plenário decidiu criar uma comissão mista para dar parecer a tal mensagem. A comissão, relatada pelo Deputado Antônio Ferreira de Oliveira Brito, concluiu pela confirmação da posse do Vice-Presidente como Presidente nos termos do art. 79 da Constituição Federal vigente e ofereceu "Normas Emergenciais" que propunham alterações nos regimentos das duas Casas (Câmara e Senado) para a apreciação urgente do projeto de Emenda Constitucional, que havia sido proposta pelo deputado Raul Pilla, que instituía o sistema parlamentarista de governo.
As posições contrárias à proposta, apoiadas pela sociedade, principalmente pela Campanha da Legalidade, iniciada no Rio Grande do Sul pelo governador Leonel Brizola e transmitidas por parlamentares, propiciaram manifestações contundentes contra proposta parlamentarista naquelas circunstâncias, sob coação militar. O apoio à emenda cresceu à medida que a situação no país se agravava. E assim, no dia 2 de setembro de 1961, a Emenda Constitucional n.º 4 foi aprovada, com 288 votos a favor e 55 contrários, instituindo-se então - pela segunda vez - o parlamentarismo no Brasil.

## Gabinetes
No dia seguinte à sua posse, o Presidente João Goulart enviou mensagem à Câmara dos Deputados, aprovada imediatamente por 259 contra 22 votos, indicando Tancredo Neves para Presidente do Conselho de Ministros. 

### Tancredo Neves
O primeiro gabinete parlamentarista, buscando construir uma base política ampla, capaz de reconstruir o diálogo entre os principais partidos do país, era composto pelos seguintes ministros:
| Pasta                         | Titular                                  | Filiação    |
| ----------------------------- | ---------------------------------------- | ----------- |
| Educação                      | Antônio Ferreira de Oliveira Brito       | PSD         |
| Agricultura                   | Armando Monteiro Filho                   | PSD         |
| Indústria e Comércio          | Ulysses Guimarães                        | PSD         |
| Relações Exteriores           | Francisco Clementino de San Tiago Dantas | PTB         |
| Saúde                         | Estácio Gonçalves Souto Maior            | PTB         |
| Viação e Obras Públicas       | Virgílio Távora                          | UDN         |
| Minas e Energia               | Gabriel Passos                           | UDN         |
| Trabalho e Previdência Social | André Franco Montoro                     | PDC         |
| Fazenda                       | Walter Moreira Sales                     | sem partido |
| Guerra                        | General João de Segadas Viana            | militar     |
| Marinha                       | Almirante Ângelo Nolasco de Almeida      | militar     |
| Aeronáutica                   | Brigadeiro Clóvis Monteiro Travassos     | militar     |

O Gabinete Tancredo Neves (1961-1962) foi o responsável por aprovar reformas importantes. Declarando seu apoio incontestável a uma política externa independente e à reforma agrária, o gabinete foi responsável por aprovar as seguintes resoluções:
- Lei nº 4.024 de 20 de dezembro de 1961, a primeira Lei de Diretrizes e Bases da Educação Nacional.
- Lei nº 4.214 de 2 de março de 1962, cria o Estatuto do Trabalhador Rural, sindicalizando a classe e estendendo a legislação social ao campo.
- Lei nº 4.070 de 15 de junho de 1962, que elevou o Território do Acre à categoria de Estado.
- Lei nº 4.090 de 13 de julho de 1962, que institui o Décimo Terceiro Salário no Brasil.
- Lei nº 4.137 de 10 de setembro de 1962, que disciplina a repressão ao abuso de poder econômico.

Os esforços de Tancredo Neves para pacificar os ânimos e reformar o país a partir “de cima” tiveram êxito parcial. As conquistas de seu gabinete permanecem presentes até os dias de hoje, entretanto, a partir de 1962, o regime parlamentarista começou a perder força. Em 12 de julho de 1962, o Presidente do Conselho de Ministros e todo o seu Gabinete resolvem se demitir devido a falta de apoio para suas reformas moderadas. 

### Brochado da Rocha
Em 10 de julho de 1962 foi eleito Francisco de Paula Brochado da Rocha para Presidente do Conselho de Ministros. Como prioridade de governo, o gabinete escolheu o combate à inflação e a antecipação para dezembro de 1962 do plebiscito destinado a decidir sobre a continuidade do regime parlamentarista, previsto para o início de 1965.
Em dia 10 de agosto ele solicitou ao Congresso Nacional poderes para o governo legislar sobre temas como o monopólio da importação de petróleo e derivados e a regulamentação do estatuto do trabalhador rural. A maioria dos parlamentares manifestou-se contra, mas o recém-formado Comando Geral dos Trabalhadores (CGT) comprometeu-se a defender o programa do novo governo, sob a condição de que fosse concedido 100% de aumento no salário mínimo, fossem implementadas as reformas de base e fixada a data de 7 de outubro de 1962 para a realização do plebiscito, sob pena de deflagrar uma greve geral.
Em decorrência da pressão dos líderes sindicais e dos militares nacionalistas, em 13 de setembro Brochado da Rocha enviou ao Congresso um novo pedido de delegação de poderes e propôs a fixação da data do plebiscito para 7 de outubro. Como seu pedido foi recusado, renunciou no dia 14 de setembro.

### Hermes Lima
No dia seguinte à renúncia de Brochado da Rocha, o CGT deflagrou a greve geral, levando o Congresso Nacional a aprovar projeto de lei autorizando a realização do plesbicito em 6 de janeiro de 1963. O presidente Jango, então, nomeou Hermes Lima para Presidente do Conselho de Ministros, cargo que ocupou de 18 de setembro de 1962 a 24 de janeiro de 1963, quando o plebiscito destinado à escolha do regime determinou o retorno ao presidencialismo. Hermes de Lima exerceu o cargo de Ministro das Relações Exteriores cumulativamente com o cargo de Presidente do Conselho de Ministros, continuando naquela pasta após o retorno do papel de governo à figura presidencial, sendo João Goulart o governante naquele momento.

## Lista dos Presidentes do Conselho de Ministros no Brasil República (1961–1963)
O parlamentarismo republicano brasileiro durou de 8 de setembro de 1961 a 24 de janeiro de 1963, portanto um ano, quatro meses e dezesseis dias exatos (504 dias), quando João Goulart era o Presidente do Brasil. Após 24 de janeiro de 1963, foi restabelecido o regime presidencialista, que se estende até a atualidade.
| Partido Social Democrático (2) Partido Trabalhista Brasileiro (1) | Partido Social Democrático (2) Partido Trabalhista Brasileiro (1) | Partido Social Democrático (2) Partido Trabalhista Brasileiro (1) | Partido Social Democrático (2) Partido Trabalhista Brasileiro (1) | Partido Social Democrático (2) Partido Trabalhista Brasileiro (1) | Partido Social Democrático (2) Partido Trabalhista Brasileiro (1) | Partido Social Democrático (2) Partido Trabalhista Brasileiro (1) | Partido Social Democrático (2) Partido Trabalhista Brasileiro (1) | Partido Social Democrático (2) Partido Trabalhista Brasileiro (1) |
| Presidente do Conselho de Ministros                               | Presidente do Conselho de Ministros                               | Presidente do Conselho de Ministros                               | Presidente do Conselho de Ministros                               | Período Duração em dias e anos                                    | Período Duração em dias e anos                                    | Partido                                                           | Presidente                                                        | Referências                                                       |
| ----------------------------------------------------------------- | ----------------------------------------------------------------- | ----------------------------------------------------------------- | ----------------------------------------------------------------- | ----------------------------------------------------------------- | ----------------------------------------------------------------- | ----------------------------------------------------------------- | ----------------------------------------------------------------- | ----------------------------------------------------------------- |
| 1                                                                 |                                                                   | painting                                                          | Tancredo Neves                                                    | 8 de setembro 1961                                                | 12 de julho 1962                                                  | Partido Social Democrático PSD                                    | João Goulart (1961–1964)                                          | [ 11 ] [ 12 ] [ 13 ] [ 14 ]                                       |
| 1                                                                 | 307 dias                                                          | painting                                                          | Tancredo Neves                                                    |                                                                   |                                                                   | Partido Social Democrático PSD                                    | João Goulart (1961–1964)                                          | [ 11 ] [ 12 ] [ 13 ] [ 14 ]                                       |
| 2                                                                 |                                                                   |                                                                   | Francisco Brochado da Rocha                                       | 12 de julho 1962                                                  | 18 de setembro 1962                                               | Partido Social Democrático PSD                                    | João Goulart (1961–1964)                                          | [ 15 ] [ 16 ] [ 17 ] [ 18 ]                                       |
| 2                                                                 | 68 dias                                                           |                                                                   | Francisco Brochado da Rocha                                       |                                                                   |                                                                   | Partido Social Democrático PSD                                    | João Goulart (1961–1964)                                          | [ 15 ] [ 16 ] [ 17 ] [ 18 ]                                       |
| 3                                                                 |                                                                   |                                                                   | Hermes Lima                                                       | 18 de setembro 1962                                               | 24 de janeiro 1963                                                | Partido Trabalhista Brasileiro PTB                                | João Goulart (1961–1964)                                          | [ 19 ] [ 20 ] [ 21 ] [ 22 ]                                       |
| 3                                                                 | 128 dias                                                          |                                                                   | Hermes Lima                                                       |                                                                   |                                                                   | Partido Trabalhista Brasileiro PTB                                | João Goulart (1961–1964)                                          | [ 19 ] [ 20 ] [ 21 ] [ 22 ]                                       |

## Retorno ao presidencialismo
O Presidente João Goulart defendia, desde 1962, abertamente, a necessidade de se restaurar o presidencialismo e de levar a cabo reformas mais profundas no país. Por outro lado, os adversários viam o regime com cada vez menos simpatia. O regime parlamentarista durou até 1963, quando um referendo restituiu o caráter presidencialista devolvendo ao presidente seus poderes executivos. Tais fatos tiveram peso decisivo no xadrez político da época, tendo muito peso no desencadeamento do Golpe de Estado de 1964.